# Замок Клоу

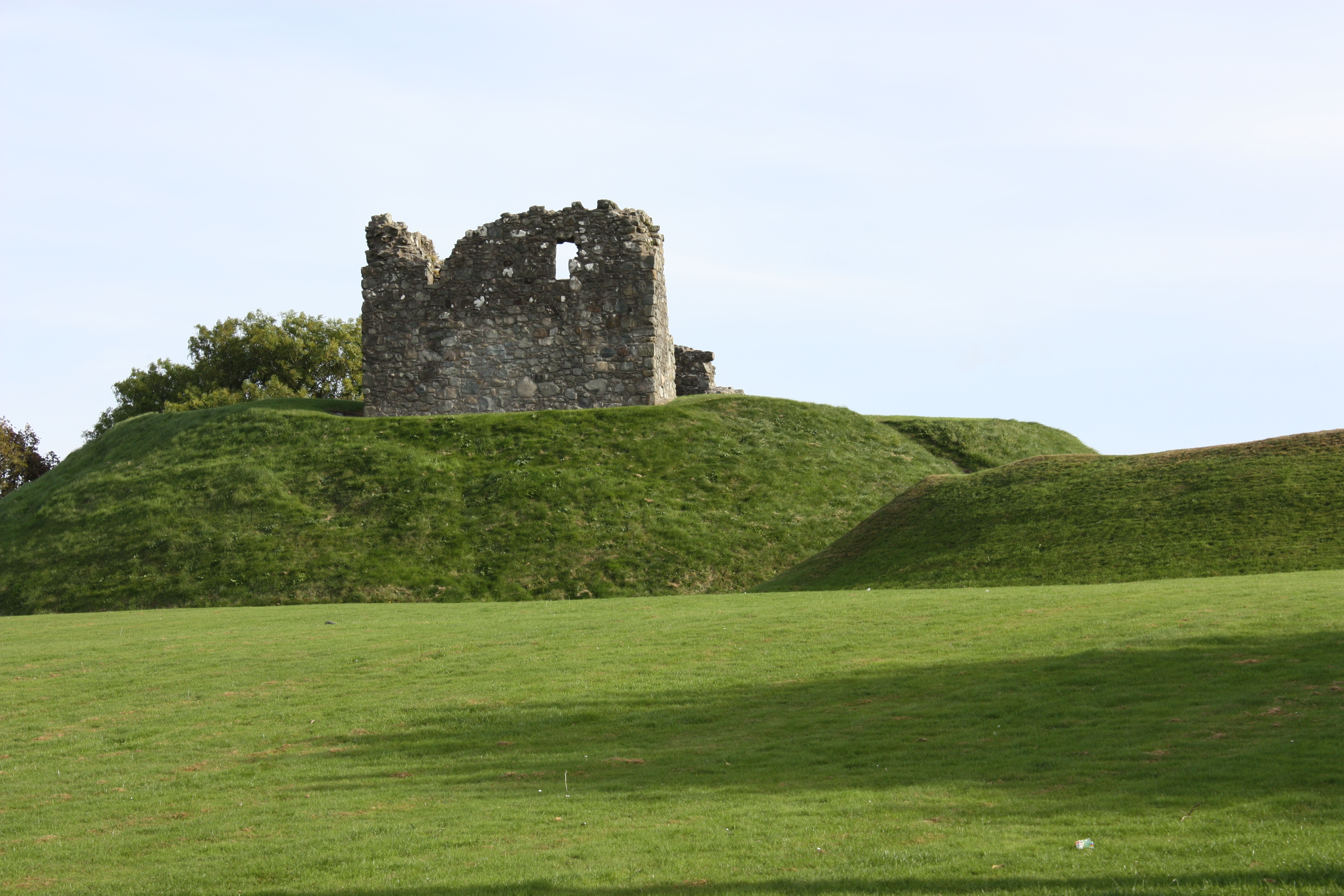
Замок Клоу у 2009 році.

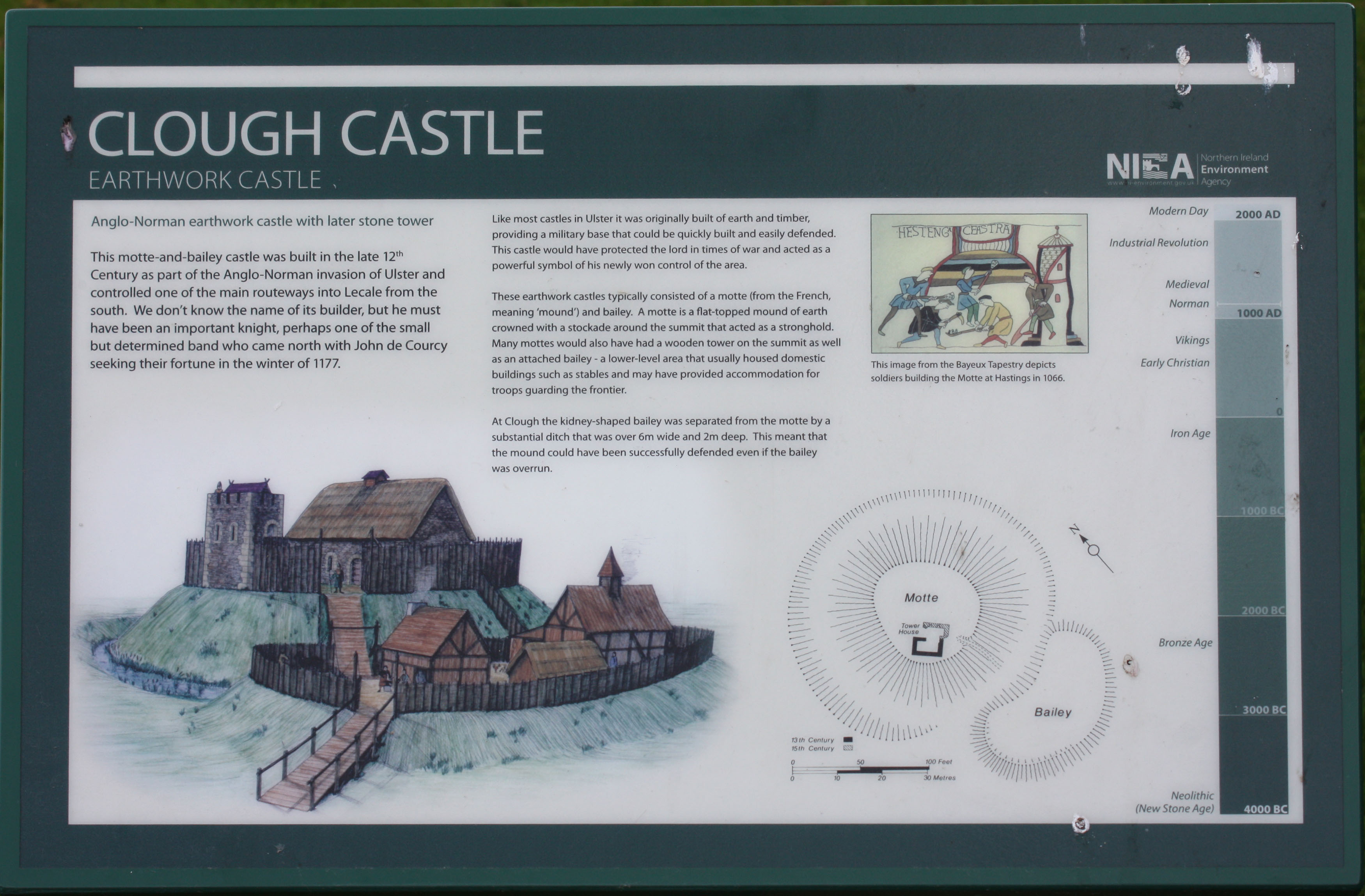
Реконструкція замку Клоу.

Замок Клоу (англ. Clough Castle) — один із замків Ірландії, розташований в графстві Даун, Північна Ірландія. Замок стоїть біля однойменного селища Клоу. Замок збудували англо-норманські завойовники Ірландії. Спочатку він називався Мотт та Бейлі. Нині замок є пам'яткою історії та архітектури і охороняється державою.

## Історія замку Клоу

### Особливості архітектури
Замок Клоу є зразком замку англо-нормандських феодалів, що завоювали Ірландію в 1172 році. Пізніше була добудована вежа. Стіни мали ниркоподібну форму і стояв на земляних валах. У давнину замок був оточений глибоким ровом з водою глибиною не менше 2,1 м. У верхній частині замку зберіглася кам'яна вежа, що була збудована в XV столітті. Крім вцілілих будівель замок в минулому мав житлові приміщення, великий зал — ця частина замку в свій час згоріла. Через рів в свій час був перекинутий міст, який не зберігся.

### Розкопки
Розкопки, що проводились в замку та навколо нього в 1950 році показали, що спочатку (в кінці ХІІ та на початку ХІІІ століття) у верхній частині замок Мотт та Бейлі був оточений дерев'яним частоколом, всередині якого були укриття для лучників. Також знайдено було фундамент довгого прямокутного залу в північно-східній половині замку, ймовірно, зал був побудований в середині ХІІІ століття. Пізніше, в тому ж столітті була побудована невелика кам'яна споруда на південному заході замку, висотою в два поверхи. Частково зберіглася до нашого часу, законсервована в 1981-82 роках. У пізньому середньовіччі, після того, що, як довгий час замок був закинутий, він був частково відновлений і перебудований, отримав L-подібну форму з вежею та будинком.